# Treskiornitide
Treskiornitide sau treschiornitide (Threskiornithidae), denumită în trecut plataleide (Plataleidae) sau plegadide (Plegadidae) reprezintă o familie de păsări de baltă sau de uscat din regiunile temperate și tropicale, din ordinul pelecaniformelor (Pelecaniformes), și cuprind lopătarii, țigănușii și ibișii. În clasificările mai vechi familia treskiornitidelor era inclusă în ordinul ciconiiformelor (Ciconiiformes). Trăiesc în zone umede, păduri, pășuni, zone aride sau semiaride din zonele temperate și tropicale de pe toate continentele, cu excepția Antarcticii. Sunt păsări de mărime mijlocie (au o lungime de 48-110 cm și o greutate de 0,5-2,5 kg), cu tars nu prea lung, cu degetele anterioare relativ lungi și unite totdeauna la baza lor prin membrane. Gâtul și picioarele sunt lungi. Pe cap și pe gât au porțiuni golașe. Ciocul ibișilor este subțire, lung și curbat în jos în formă de secere, iar al lopătarilor este drept și spre vârf turtit și lățit în formă de lopată. În timpul zborului țin gâtul și picioarele întinse. Trăiesc în colonii simple și mixte. Cuibul și-l fac în arbori sau în stufăriș. Depun de regulă câte 5 ouă. Hrana constă din nevertebrate ce se găsesc în mâlul apelor; consumă îndeosebi lipitori. Puii iau hrana din gâtlejul părinților.

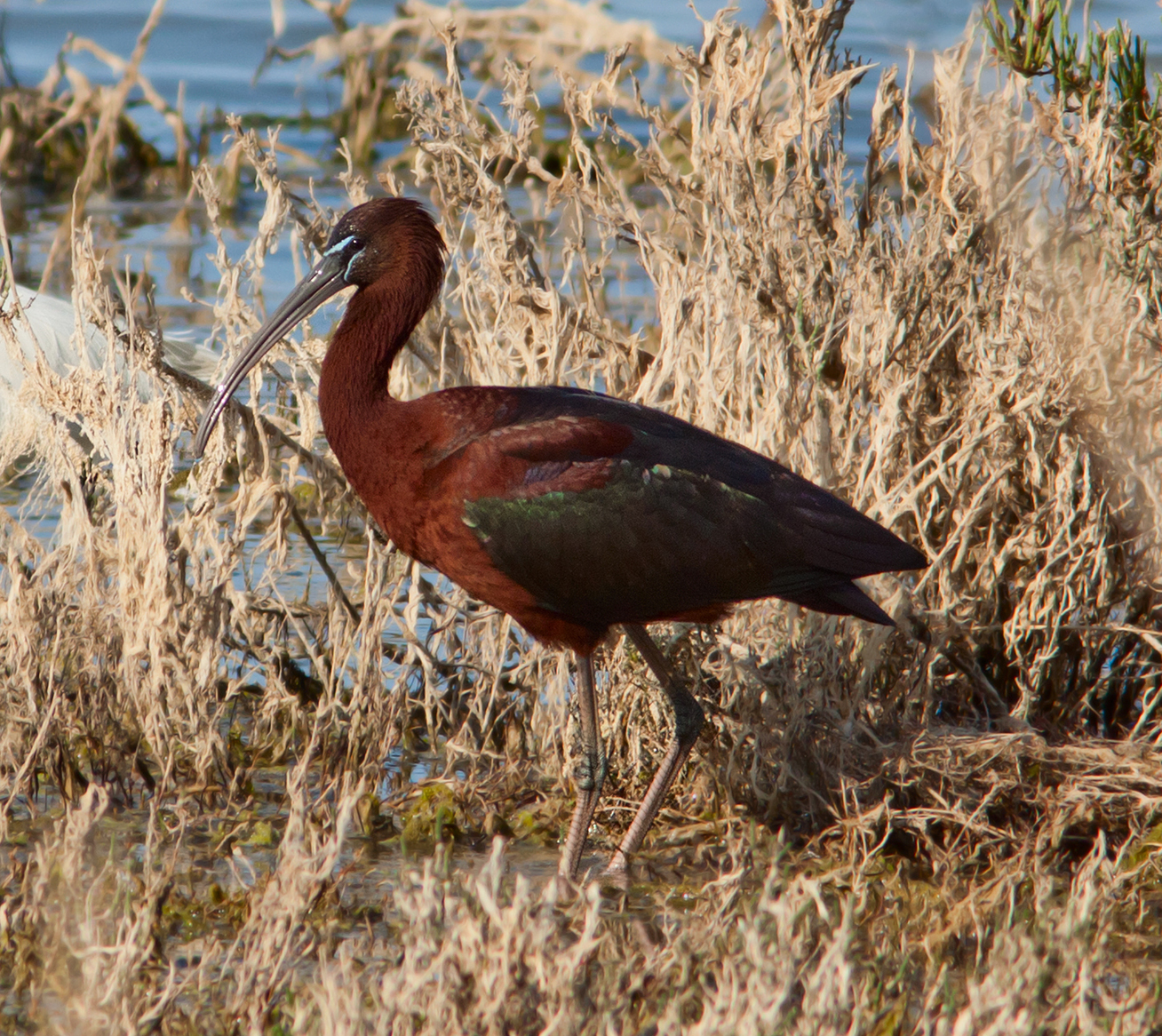
Țigănușul (Plegadis falcinellus)

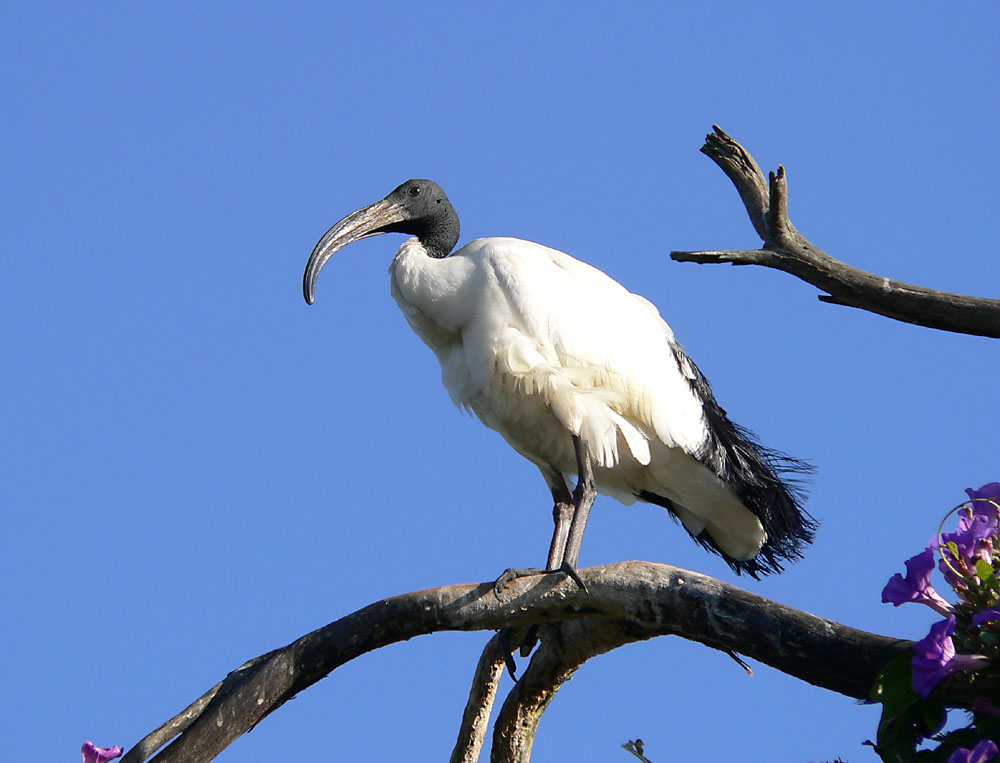
Ibisul sacru (Threskiornis aethiopicus)

Familia treskiornitidelor conține 2 subfamilii: ibișii (Threskiornithinae) și lopătarii (Plataleinae), 13 genuri, 32 specii. Țigănușii fac parte din subfamilia ibișilor.
În România sunt două specii migratoare: lopătarul alb (Platalea leucorodia) și țigănușul (Plegadis falcinellus), care se întâlnesc aproape numai în Delta Dunării.
Lopătarul (Platalea leucorodia), are o răspândire restrânsa în sud-estul Europei, în sudul Spaniei și în Olanda. Pentru iernat călătorește în Africa. În Delta Dunării și Balta Dunării trăiește în colonii numeroase. În prezent mult împuținat, fiind și ocrotit de lege.
Țigănușul (Plegadis falcinellus), o pasăre călătoare rătăcitoare care cuibărește în Europa de sud-est, în Italia de nord, în Asia de sud-vest, în sud-estul Americii de Nord și într-o bună parte din Africa. În România este încă frecvent.
Ibisul sacru (Threskiornis aethiopicus) răspândit azi în Africa tropicala, dar în trecut și în Egipt, era considerat de vechii Egipteni ca pasăre sfântă, din cauză că se hrănește cu lăcuste și cu alte insecte stricătoare, precum și cu reptile. Sosind în Egipt o dată cu inundația Nilului, era considerată ca o vestitoare a belșugului.